# Monte Amiata
El monte Amiata es el más grande de los domos de lava en el complejo de lava Amiata, ubicado alrededor de 20 km al noroeste del lago de Bolsena en el sur de la región de la Toscana de Italia.

## Geología

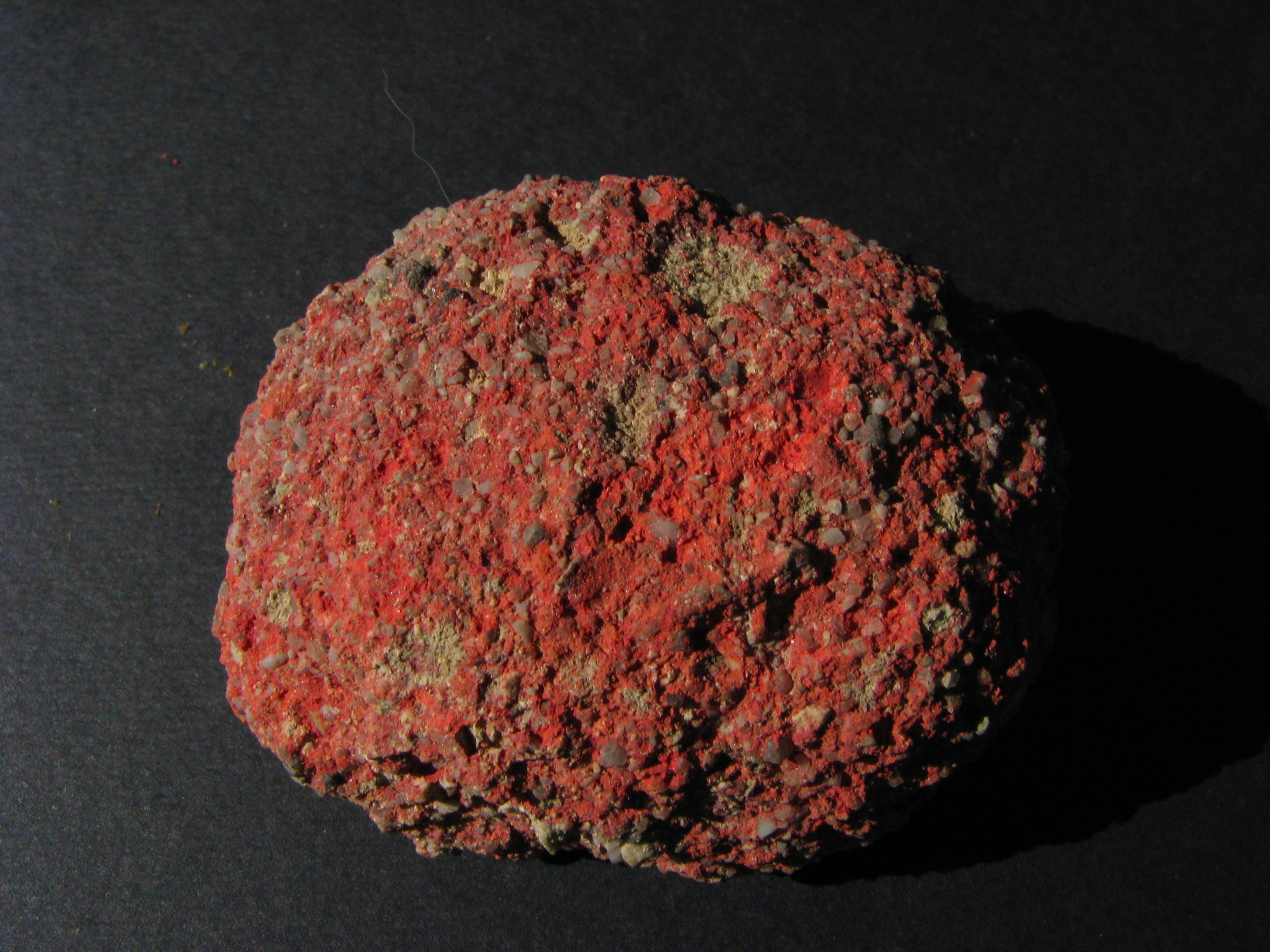
Cinabrio, nódulos - Monte Amiata, Toscana, Italia.

El monte Amiata (La Vetta) es un compuesto domo de lava con una corriente de lava traquítica que se extiende hacia el este. Es parte del más amplio complejo volcánico de Amiata. Una enorme corriente de lava traquidacitica viscosa y maciza, de 5 km de largo y 4 km de ancho, es parte del complejo basal y se extiende desde debajo de la base meridional del domo Corno de Bellaria. Los datos radiométricos indican que el complejo Amiata tuvo un gran episodio eruptivo alrededor de hace 300.000 años. No ha habido actividad eruptiva en Amiata a lo largo del Holoceno, pero la actividad termal, incluida mineralización de cinabrio, sigue en el campo geotérmico cerca de la ciudad de Bagnore, en el extremo suroeste del complejo del domo.

## Economía
Los principales recursos económicos de la región de Amiata son las castañas, la madera y, de manera creciente, el turismo (entre las estaciones de esquí están la zona del pico, Prato delle Macinaie, Prato della Contessa, Rifugio Cantore y Pian della Marsiliana). Las zonas más bajas están caracterizadas por los olivo y las vides. Otra vegetación incluye las hayas y los abetos. En los tiempos antiguos, se extraía aquí cinabrio.
La región está incluida en los municipios de Abbadia San Salvatore, Arcidosso, Castel del Piano, Piancastagnaio, Santa Fiora y Seggiano, todos ubicados entre los 600 y los 800 metros de altitud.